# آواز قو (فیلم)
آواز قو فیلمی به کارگردانی سعید اسدی، نویسندگی پیمان معادی و تهیه‌کنندگی حسین فرح‌بخش و عبدالله علیخانی محصول سال ۱۳۷۹ است.
برخلاف آنچه در اذهان متبادر شده، سعید اسدی کارگردان فیلم آواز قو، نوروز۱۴۰۳ در برنامه مستند «از ایده تا اکران» که از شبکه مستند تلویزیون پخش شد، فیلمنامه آواز قو را متعلق به خود دانست و گفت که فیلمنامه برای پیمان معادی نیست و فیلمنامه را خودش زمانی که در آمریکا بوده نوشته است.

## خلاصه داستان
پیمان فدایی، ناراضی از تصمیم پدرش برای فرستادن او به خارج از کشور، مجلس جشنی را که برایش برپا کرده‌اند. ترک کرده و به سراغ دختر مورد علاقه اش پرستو آرین می‌رود. پیمان علیرغم مخالفت پدر پرستو، او را سوار اتومبیلش می‌کند، اما در یکی از پست‌های خیابانی نیروی انتظامی به دلیل نداشتن نسبت خانوادگی دستگیر می‌شوند درحالی‌که سرگرد فتاح حیدری اعتقادی به جلب و دستگیری آن‌ها ندارد. درگیری پیمان و یکی از مأموران پاسگاه هنگام پر کردن ورقه تعهد، اوضاع را وخیم تر کرده و پیمان به جرم مضروب کردن پلیس، بازداشت می‌شود. در مدت بازداشت ، یکی از زندانیان او را به فرار از کشور ترغیب می‌کند. پیمان در فرصتی مناسب از دست مأموران می‌گریزدو با تماس با شماره تلفنی که از زندانی هم بندش گرفته بود، امکان خروج از کشور را برای خود و پرستو فراهم می‌کند. در مرز ایران و ترکیه جعلی بودن پاسپورت پیمان لو رفته و ماجرا به گروگان‌گیری خونین منجر می‌شود. سرگرد فتاح تمام تلاش خود را برای ختم این غائله بکار می‌گیرد اما موفق نمی‌شود سرانجام پیمان در مرز ایران و ترکیه تیرباران می‌شود

## بازیگران
- جمشید هاشم‌پور
- بهرام رادان
- ساره آرین
- داریوش مؤدبیان
- افسانه ناصری
- ثریا حکمت
- قاسم زارع
- رامسین کبریتی
- احمدرضا رافعی
- گلایون شیرازی
- مجتبی بیطرفان
- نوشین تندسته
- انوشیروان نعیمی
- افشین نخعی
- ارد درویشی
- اصغر عاشوری
- اصغر امیدوار خرم
- مرتضی محمدی
- سیامک صحرانورد
- حسین دوستدار
- جلیل ملک‌زاده
- جمشید اسماعیل‌خانی
- علی خیری

## جشنواره‌ها
فیلم آواز قو در پنجمین دوره جشن خانه سینما (۱۳۸۰) در ۵ بخش بهترین کیفیت لابراتواری، بهترین صداگذاری و میکس (فریدون خوشابافرد)، نقش اول مرد (بهرام رادان)، بهترین فیلم و تدوین (محمدرضا مویینی) کاندیدا مسابقات بوده است.